# Gilbert Burnet
Gilbert Burnet (Edimburgo, 18 de septiembre de 1643 - Salisbury, 17 de marzo de 1715) fue un historiador y teólogo políglota escocés. 

## Biografía
Pastor episcopaliano de Salton, enseñó teología en la universidad de Glasgow desde 1669. En 1674 viajó a Londres, donde se instaló y se consagró a desacreditar muy duramente el catolicismo, por lo que cayó en desgracia ante el rey Carlos II de Inglaterra y Jacobo II de Inglaterra y se vio obligado a abandonar Inglaterra. Antes, sin embargo, pudo comenzar a publicar su famosa Historia de la Reforma en 1679, que fue puesta en el Index librorum prohibitorum por el Vaticano. En 1685 llegó a París. Viajó luego por Suiza, Italia y Alemania y se instaló al fin en los Países Bajos, donde se relacionó con Guillermo III de Inglaterra, entonces príncipe de Orange; allí trabajó por todos los medios para que subiera al triple trono de Inglaterra, Escocia e Irlanda. Y como este príncipe terminó por conseguirlo en 1689, se lo agradeció nombrándolo obispo de Salisbury, cargo que ejerció celosamente.
Burnet tuvo tres esposas sucesivas: Lady Margaret Kennedy, Mary Scott y Elizabeth Berkeley. Fue un hombre muy culto, que hablaba y escribía fluidamente el holandés, el francés, el latín, el griego y el hebreo, y por ello fue bastante respetado como clérigo, predicador, académico, escritor e historiador. Siempre estuvo estrechamente asociado con el partido whig, y fue uno de los pocos amigos íntimos en quienes confió el rey Guillermo III de Inglaterra hasta que este falleció; incluso lo nombró tutor del príncipe Guillermo de Gloucester en 1698. Con la reina Ana la relación fue más tirante. Uno de sus hijos publicó póstuma su en parte autobiográfica Historia de mi propia época en 1724.

## Obras

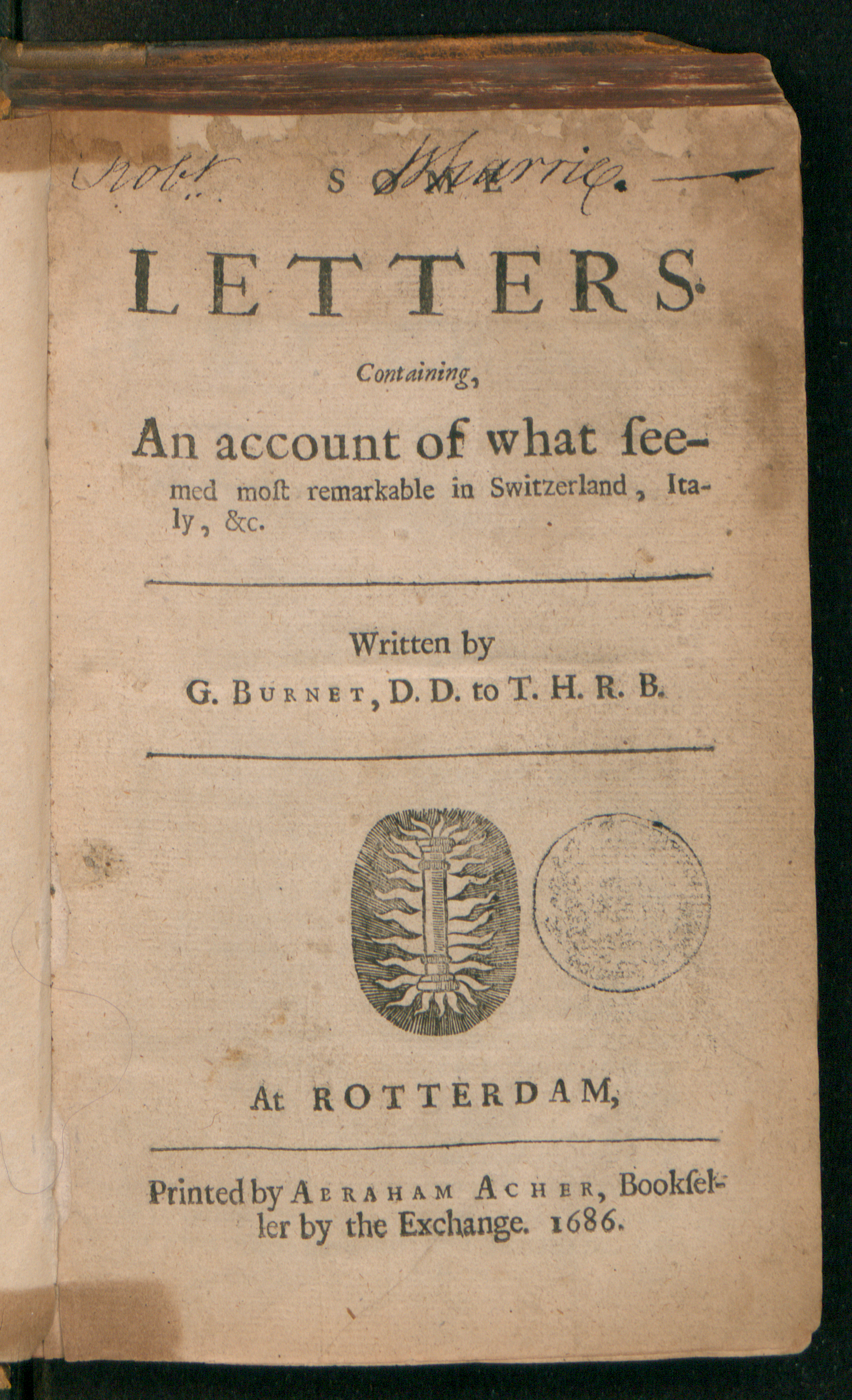
Some letters containing an account of what seemed most remarkable in Switzerland, Italy, 1686

Compuso 145 títulos, de los cuales 58 son sermones y 13 tratados de teología, así como: 
- Historia de la Reforma en Inglaterra, 1679-1715, (History of the Reformation of the Church of England), traducido al francés por Jean-Baptiste de Rosemond, 1683 y ss.
- Some Letters containing an Account of What seemed most remarkable in Switzerland, Italy, etc., Róterdam, Abraham Archer, 1686.
- An Exposition of the Thirty-Nine Articles of the Church of England, 1699.
- Historia de mi propia época (desde Carlos II de Inglaterra) / History of my Own Times, publicada póstuma por su hijo 1724, y traducida al francés por François de La Pillonnière, 1725. Martin Routh hizo una edición crítica en seis volúmenes con numerosas notas a pie de página en 1823, que tuvo una segunda edición en 1833.